# 法蘭索瓦·德·吉斯

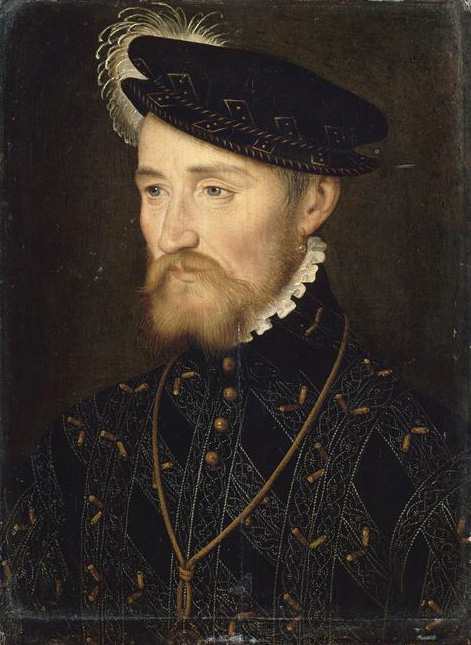
弗朗索瓦·德·洛林

弗朗索瓦·德·洛林，第二代吉斯公爵（法語：Francois de Lorraine le Balafre，2me Duc de Guise，1519年2月24日—1563年2月18日），綽號“帶刀傷的（Le Balafre），有傑出才幹的法国军人和政治家，吉斯家族的代表人物。他因為1550年代的卓越戰功，巴黎人讚譽他「偉大者吉斯」（Guise the Great，也翻譯成「大吉斯」）。他與後來的法王亨利四世（亨利大帝）並列為16世紀法國最頂尖的兩位軍事天才，也是16世紀唯二獲得「偉大者」稱號的法國人。

## 早年
弗朗索瓦是第一位吉斯公爵克洛德和安托瓦内特·德·波旁之子。他的姐姐瑪麗·德·吉斯，是苏格兰王詹姆斯五世的妻子、苏格兰女王玛丽一世的母亲。他的弟弟查理是洛林红衣主教。他是一位优秀的统帅，在反对神圣罗马帝国皇帝查理五世的战争中崭露头角，特別是1545年的濱海布洛涅圍城戰中英勇作戰，臉上留下刀疤，因此被稱為「刀疤的吉斯」（或叫刀傷的吉斯）。

## 戰爭統帥

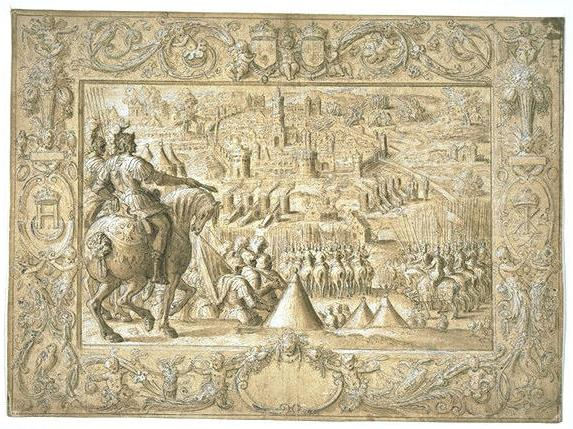
在1552-1553年初的梅斯保衛戰中，吉斯公爵刀疤的法蘭索瓦以六千法軍擋住六萬德-西聯軍的猛攻，並造成德-西軍三萬人的死傷

1548年，他迎娶了安娜·埃斯特（Anna d'Este），她是費拉拉公爵埃爾科萊二世·埃斯特和法國國王路易十二的女兒法蘭西的胡妮之女。1551年，他被任命为法国宫廷内务大臣（Grand Chamberlain of France）。在法王亨利二世统治时期，弗朗索瓦显示了优秀的军事天赋。
1552年他以少量士兵死守梅斯，抵擋住查理五世的六萬大軍，使查理死傷三萬人而被迫撤退，他因此获得了国际声誉。1557年，他带兵援助教皇保罗四世（部分是为延续他安茹家族在那不勒斯的领主权），但是他先被西班牙名將阿爾瓦公爵擊退、阻擋，後來由于蒙莫朗西元帅在聖昆廷战役的失败而被召回，并被封为法国中将。1558年，他又统率法军攻占英国在法国最后一个据点加来，将英军彻底逐出法国。他因此成為當時法國最傑出的將領。1559年法、西在卡托-康布雷齊和約簽訂的時候，他正准备进攻卢森堡。

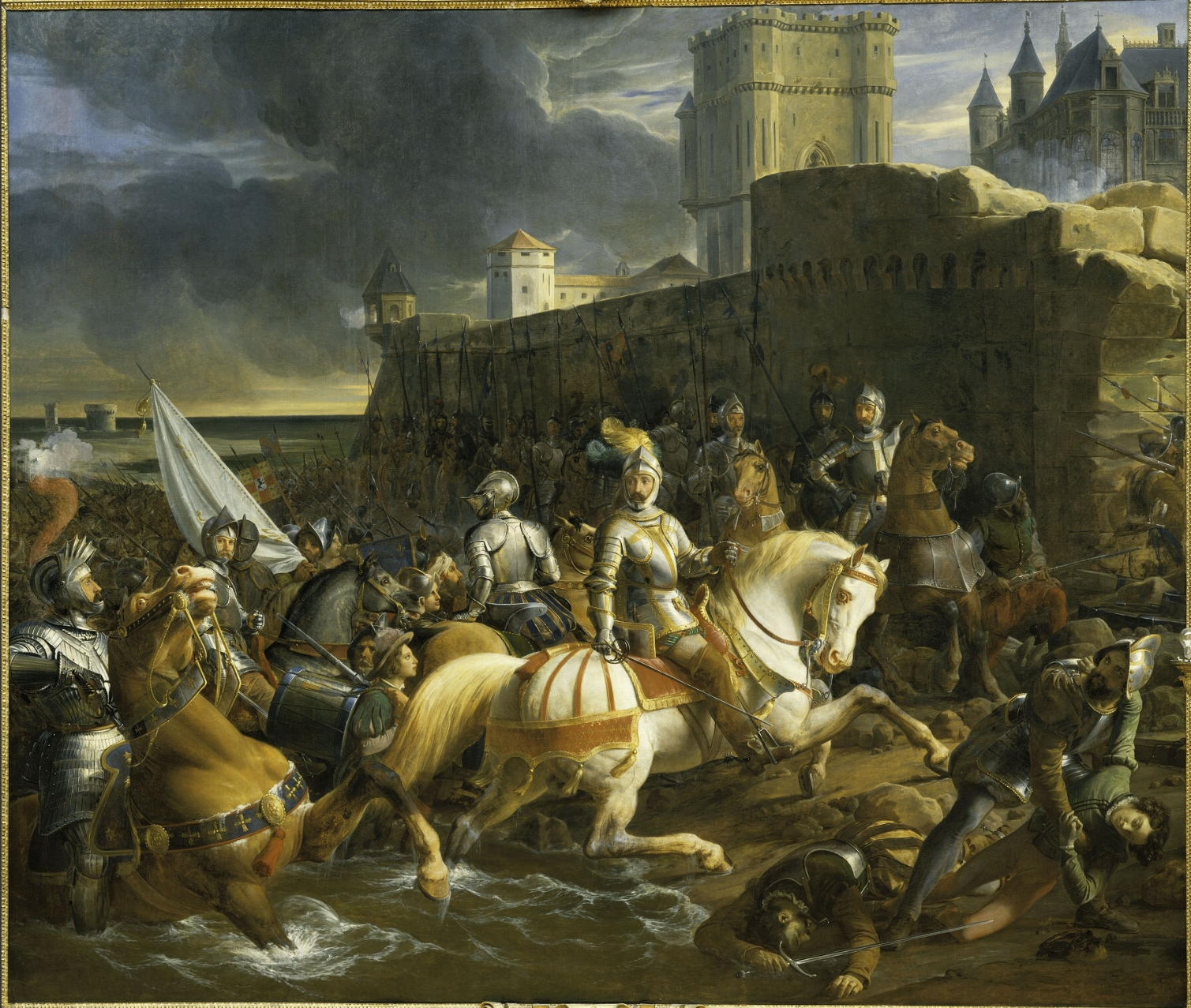
吉斯公爵刀疤的法蘭索瓦在1558年加來圍城戰的英姿，攻克加萊確立法蘭索瓦一代名將的地位，也代表英國喪失最後一塊在法蘭西的領土

這段時期他一直表現地彬彬有礼，和蔼可亲，坦诚直率。因而受到广泛的欢迎。他甚至被称为「偉大者吉斯」（或「大吉斯」）。1559年中，當法王亨利二世因馬上比武重傷死去後，他迅速掌控宮廷權力，逼迫敵對重臣蒙莫朗西元帅（身兼王室統帥與王室管家二職）放棄王室管家（Grand Master of France）的顯職與巨額收入，由自己擔任名利雙收的王室管家一職。

## 執政時期
在弗朗索瓦二世国王统治时期（1559-1560年），弗朗索瓦·德·洛林拥有巨大势力，與其弟查理（洛林的樞機）共同擔任執政的攝政。他利用外甥女瑪麗一世（法國王后兼蘇格蘭女王）的名義，實質上控制了年輕的國王弗朗索瓦二世，並把蒙莫朗西元帅趕出宮庭。他经常的口吻是：“我的意思是如何如何，我们必须这样办。”有时候他用王家的方式签署公共法案，但只用自己的洗礼名。時人將勇猛的弗朗索瓦比喻為「獅」，將陰險的查理比喻為「狐」。
面對巨額的國債壓力，吉斯兄弟除了大幅緊縮開支和預算以外，只能在1559年後宣布政府實質性破產（拖欠國債的利息償付），重傷了政府的威信、促發了三年後的法国宗教战争。他又在1560年3月血腥鎮壓新教徒發起的昂布瓦斯陰謀，更加激化了國內新舊教的矛盾。1560年底弗朗索瓦二世死后，美第奇家族的太后凯瑟琳倾向胡格诺派。为了反对胡格诺派和保持自己的影响，吉斯公爵与蒙莫朗西元帅和圣安德烈元帅组织三巨头执政。

## 法國內戰
他是法国宗教战争中天主教一派的主要将领，實際上，正是他在1562年於普瓦西壓抑不住被胡格諾教徒挑釁後的強烈憤怒，對當地的胡格诺派發動一場大屠殺，引爆了長達三十多年的胡格諾战争（1562-1598年）。1562年蒙莫朗西元帅在德勒戰役中，指揮王室軍隊打敗胡格諾派，但旋即被敵人俘虜，圣安德烈元帅也被殺害。吉斯公爵很快借凭其军事才能挽回局面，并俘虏胡格诺派领袖孔代亲王路易一世。

## 死亡
这时候他的「偉大」形象快速惡化，貴族桑德蘭（N. M. Sutherland）對他評論說：“他在那个极端保守的、教皇极权主义的、亲西班牙的集团當中，当了太久的军事寡頭，必然会招来怨恨。”果然，吉斯公爵竭力维护天主教在法国的统治地位，极端反对胡格诺派教徒的種種行為，使他在1563年被胡格诺教徒暗杀。
| 法蘭索瓦·德·吉斯 洛林家族梅斯家族的分支出生于：1519年2月24日逝世於：1563年2月18日 | 法蘭索瓦·德·吉斯 洛林家族梅斯家族的分支出生于：1519年2月24日逝世於：1563年2月18日 | 法蘭索瓦·德·吉斯 洛林家族梅斯家族的分支出生于：1519年2月24日逝世於：1563年2月18日 |
| 法國貴族爵位                                                                      | 法國貴族爵位                                                                      | 法國貴族爵位                                                                      |
| --------------------------------------------------------------------------------- | --------------------------------------------------------------------------------- | --------------------------------------------------------------------------------- |
| 前任： 克洛德·德·洛林                                                             | 吉斯公爵 1550年－1563年                                                           | 繼任： 亨利一世·德·洛林                                                           |